# The Global Spirit Tour
The Global Spirit Tour – dwudziesta trasa koncertowa grupy muzycznej Depeche Mode; w jej trakcie odbyło się sto dwadzieścia koncertów.

## Program koncertów

### Europa – część 1 i Ameryka Północna – część 1
1. "Going Backwards"
2. "So Much Love"
3. "Policy of Truth"
4. "It’s No Good"
5. "Barrel of a Gun" (z fragmentem utworu The Message zespołu Grandmaster Flash and Furious Five)
6. "A Pain That I’m Used To" (zremiksowana wersja)
7. "Corrupt"
8. "Useless"
9. "In Your Room"
10. "Precious"
11. "World In My Eyes"
12. "Cover Me"
13. Wokalu użycza Martin Gore:
  1. "A Question of Lust" (akustyczna wersja)
  2. "Home"
  3. "Judas" (akustyczna wersja)
  4. "Shake the Disease" (akustyczna wersja)
  5. "Somebody"
  6. "Strangelove" (akustyczna wersja)
  7. "Insight" (akustyczna wersja)
  8. "Sister of Night" (akustyczna wersja)
14. Wokalu użycza Martin Gore:
  1. "A Question of Lust" (akustyczna wersja)
  2. "Home"
15. "Poison Heart"
16. "In Your Room"
17. "Policy of Truth"
18. "Precious"
19. "Where's the Revolution"
20. "Wrong"
21. "Everything Counts"
22. "Stripped"
23. "Black Celebration"
24. "Enjoy the Silence"
25. "Never Let Me Down Again"
26. Wokalu użycza Martin Gore:
  1. "Home"
  2. "Judas" (akustyczna wersja)
  3. "Somebody"
  4. "Strangelove" (akustyczna wersja
  5. "Shake the Disease" (akustyczna wersja)
  6. "But Not Tonight" (akustyczna wersja)
27. "Walking In My Shoes"
28. "Heroes" (cover Davida Bowiego)
29. "Black Celebration"
30. "Policy of Truth"
31. "I Feel You"
32. "Personal Jesus"

### Europa – część 2, Ameryka Południowa i Ameryka Północna – część 2
1. "Going Backwards"
2. "It’s No Good"
3. "Barrel of a Gun"(z fragmentem utworu "The Message" zespołu Grandmaster Flash and the Furious Five)
4. "A Pain That I’m Used To" (zremiksowana wersja)
5. "Useless"
6. "Precious"
7. "World In My Eyes"
8. "Cover Me"
9. Wokalu użycza Martin Gore:
  1. "A Question of Lust" (akustyczna wersja)
  2. "Insight" (akustyczna wersja)
  3. "Sister of Night" (akustyczna wersja)
  4. "Judas" (akustyczna wersja)
  5. "The Things You Said" (akustyczna wersja)
10. Wokalu użycza Martin Gore:
  1. "Home"
11. "In Your Room"
12. "Precious"
13. "Where's the Revolution"
14. "Policy of Truth"
15. "Wrong"
16. "Everything Counts"
17. "Stripped"
18. "Halo"
19. "Policy of Truth"
20. "Black Celebration"
21. "Enjoy the Silence"
22. "Never Let Me Down Again"
23. Wokalu użycza Martin Gore:
  1. "Judas" (akustyczna wersja)
  2. "Strangelove" (akustyczna wersja)
  3. "I Want You Now" (akustyczna wersja)
  4. "Somebody"
24. "Walking In My Shoes"
25. "Policy of Truth"
26. "A Question of Time"
27. "I Feel You"
28. "Personal Jesus"

### Festiwale europejskie w 2018
1. "Going Backwards"
2. "It’s No Good"
3. "A Pain That I’m Used To" (zremiksowana wersja)
4. "Precious"
5. "Useless"
6. "World In My Eyes"
7. "Cover Me"
8. Wokalu użycza Martin Gore:
  1. "The Things You Said"
  2. "Somebody"
9. "In Your Room"
10. "Everything Counts"
11. "Stripped"
12. "Personal Jesus"
13. "Never Let Me Down Again"
14. "Somebody" (z wokalem Martina Gore’a)
15. "Walking In My Shoes"
16. "Enjoy the Silence"
17. "Just Can’t Get Enough"

## Lista koncertów
1. 5 maja 2017 – Sztokholm, Szwecja – Friends Arena
2. 7 maja 2017 – Amsterdam, Holandia – Ziggo Dome
3. 9 maja 2017 – Antwerpia, Belgia – Sportpaleis Antwerp
4. 12 maja 2017 – Nicea, Francja – Stade Charles-Ehrmann
5. 14 maja 2017 – Lublana, Słowenia – Arena Stožice
6. 17 maja 2017 – Ateny, Grecja – Terra Vibe Park
7. 20 maja 2017 – Bratysława, Słowacja – Štadión Pasienky
8. 22 maja 2017 – Budapeszt, Węgry – Groupama Aréna
9. 24 maja 2017 – Praga, Czechy – Eden Aréna
10. 27 maja 2017 – Lipsk, Niemcy – Fiestwiese
11. 29 maja 2017 – Lille, Francja – Stade Pierre-Mauroy
12. 31 maja 2017 – Kopenhaga, Dania – Telia Parken
13. 3 czerwca 2017 – Londyn, Anglia – London Stadium
14. 5 czerwca 2017 – Kolonia, Niemcy – RheinEnergieStadion
15. 9 czerwca 2017 – Monachium, Niemcy – Olympiastadion
16. 11 czerwca 2017 – Hanower, Niemcy – HDI-Arena
17. 12 czerwca 2017 – Hanower, Niemcy - HDI-Arena
18. 18 czerwca 2017 – Zurych, Szwajcaria – Letzigrund Stadion
19. 20 czerwca 2017 – Frankfurt, Niemcy – Commerzbank-Arena
20. 22 czerwca 2017 – Berlin, Niemcy – Olympiastadion
21. 25 czerwca 2017 – Rzym, Włochy – Stadio Olimpico
22. 27 czerwca 2017 – Mediolan, Włochy – Stadio San Siro
23. 29 czerwca 2017 – Bolonia, Włochy – Stadio Renato Dall'Ara
24. 1 lipca 2017 – Paryż, Francja – Stade de France
25. 4 lipca 2017 – Gelsenkirchen, Niemcy – Veltins-Arena
26. 6 lipca 2017 – Bilbao, Hiszpania – BBK Live Festival
27. 8 lipca 2017 – Lizbona, Portugalia – NOS Alive Festival
28. 13 lipca 2017 – Petersburg, Rosja – Petersburski Kompleks Sportowo-Koncertowy
29. 15 lipca 2017 – Moskwa, Rosja – Otkrytije Ariena
30. 17 lipca 2017 – Mińsk, Białoruś – Mińsk-Arena
31. 19 lipca 2017 – Kijów, Ukraina – Olimpijski Narodowy Kompleks Sportowy
32. 21 lipca 2017 – Warszawa, Polska – Stadion Narodowy
33. 23 lipca 2017 – Kluż-Napoka, Rumunia – Cluj Arena
34. 23 sierpnia 2017 – West Valley City, Utah, USA – USANA Amphitheatre
35. 25 sierpnia 2017 – Denver, Kolorado, USA – Pepsi Center
36. 27 sierpnia 2017 – Clarkston, Michigan, USA – DTE Energy Music Theatre
37. 30 sierpnia 2017 – Tinley Park, Illinois, USA – Hollywood Casino Amphitheatre
38. 1 września 2017 – Uncasville, Connecticut, USA – Mohegan Sun Arena
39. 3 września 2017 – Toronto, Kanada – Air Canada Centre
40. 5 września 2017 – Montreal, Kanada – Bell Centre
41. 7 września 2017 – Waszyngton, USA – Verizon Center
42. 9 września 2017 – Nowy Jork, Nowy Jork, USA – Madison Square Garden
43. 11 września 2017 – Nowy Jork, Nowy Jork, USA – Madison Square Garden
44. 13 września 2017 – Tampa, Floryda, USA – MidFlorida Credit Union Amphitheatre
45. 15 września 2017 – Miami, Floryda, USA – American Airlines Arena
46. 18 września 2017 – Nashville, Tennessee, USA – Ascend Amphitheater
47. 20 września 2017 – Austin, Teksas, USA – Austin 360Amphitheater
48. 22 września 2017 – Dallas, Teksas, USA – Starplex Pavillon
49. 24 września 2017 – The Woodlands, Teksas, USA – Cynthia Woods Michelle Pavillion
50. 27 września 2017 – Phoenix, Arizona, USA – Ak-Chin Pavillion
51. 30 września 2017 – Paradise, Nevada, USA – T-Mobile Arena
52. 2 października 2017 – Santa Barbara, Kalifornia, USA – Santa Barbara Bowl
53. 6 października 2017 – Chula Vista, Kalifornia, USA – Mattress Firm Amphitheatre
54. 8 października 2017 – San Jose, Kalifornia, USA – SAP Center
55. 10 października 2017 – Oakland, Kalifornia, USA – Oracle Arena
56. 12 października 2017 – Los Angeles, Kalifornia, USA – Hollywood Bowl
57. 14 października 2017 – Los Angeles, Kalifornia, USA – Hollywood Bowl
58. 16 października 2017 – Los Angeles, Kalifornia, USA – Hollywood Bowl
59. 18 października 2017 – Los Angeles, Kalifornia, USA – Hollywood Bowl
60. 21 października 2017 – Seattle, Waszyngton, USA – KeyArena
61. 23 października 2017 – Portland, Oregon, USA – Moda Center
62. 25 października 2017 – Vancouver, Kanada – Rogers Arena
63. 27 października 2017 – Edmonton, Kanada – Rogers Place
64. 15 listopada 2017 – Dublin, Irlandia – 3Arena
65. 17 listopada 2017 – Manchester, Anglia – Manchester Arena
66. 19 listopada 2017 – Birmingham, Anglia – Barclaycard Arena
67. 22 listopada 2017 – Londyn, Anglia – The O2 Arena
68. 24 listopada 2017 – Frankfurt, Niemcy – Festhalle Frankfurt
69. 26 listopada 2017 – Antwerpia, Belgia – Sportpaleis Antwerp
70. 28 listopada 2017 – Stuttgart, Niemcy – Hanns-Martin-Schleyer-Halle
71. 30 listopada 2017 – Mannheim, Niemcy – SAP Arena
72. 3 grudnia 2017 – Paryż, Francja – AccorHotels Arena
73. 5 grudnia 2017 – Paryż, Francja - AccorHotels Arena
74. 7 grudnia 2017 – Barcelona, Hiszpania – Palau Sant Jordi
75. 9 grudnia 2017 – Turyn, Włochy – PalaAlpitour
76. 11 grudnia 2017 – Turyn, Włochy - PalaAlpitour
77. 13 grudnia 2017 – Casalecchio di Reno, Włochy – Unipol Arena
78. 16 grudnia 2017 – Madryt, Hiszpania – WiZink Center
79. 11 stycznia 2018 – Hamburg, Niemcy – Barclaycard Arena
80. 13 stycznia 2018 – Amsterdam, Holandia - Ziggo Dome
81. 15 stycznia 2018 – Kolonia, Niemcy – Lanxess Arena
82. 17 stycznia 2018 – Berlin, Niemcy – Mercedes-Benz Arena
83. 19 stycznia 2018 – Berlin, Niemcy - Mercedes-Benz Arena
84. 21 stycznia 2018 – Norymberga, Niemcy – Arena Nürnberger Versicherung
85. 24 stycznia 2018 – Bordeaux, Francja – Bordeaux Métropole Arena
86. 27 stycznia 2018 – Mediolan, Włochy – Mediolanum Forum
87. 29 stycznia 2018 – Mediolan, Włochy - Mediolanum Forum
88. 31 stycznia 2018 – Praga, Czechy – O2 Arena
89. 2 lutego 2018 – Budapeszt, Węgry – Papp László Budapest Sportaréna
90. 4 lutego 2018 – Wiedeń, Austria – Wiener Stadthalle
91. 7 lutego 2018 – Kraków, Polska – Tauron Arena Kraków
92. 9 lutego 2018 – Łódź, Polska – Atlas Arena
93. 11 lutego 2018 – Gdańsk, Polska – Ergo Arena
94. 13 lutego 2018 - Mińsk, Białoruś - Minsk Arena
95. 16 lutego 2018 - Saint Petersburg, Rosja - Saint Petersburg Sports and Concert Complex
96. 18 lutego 2018 - Helsinki, Finlandia - Hartwall Arena
97. 20 lutego 2018 – Ryga, Łotwa – Arēna Rīga
98. 22 lutego 2018 – Wilno, Litwa – Siemens Arena
99. 25 lutego 2018 – Moskwa, Rosja – Olimpijskij
100. 11 marca 2018 – Meksyk, Meksyk – Foro Sol
101. 13 marca 2018 – Meksyk, Meksyk -  Foro Sol
102. 16 marca 2018 – Bogota, Kolumbia – Simon Bolivár Park
103. 18 marca 2018 – Lima, Peru – Estadio Nacional de Lima
104. 21 marca 2018 – Santiago, Chile – Estadio Nacional de Chile
105. 24 marca 2018 – La Plata, Argentyna – Estadio Ciudad de La Plata
106. 27 marca 2018 – São Paulo, Brazylia – Allianz Parque
107. 23 czerwca 2018 – Isle of Wight, Anglia – Isle of Wight Festival
108. 26 czerwca 2018 – Sopron, Węgry - Volt Festival
109. 28 czerwca 2018 – Odense, Dania - Tinderbox Festival
110. 30 czerwca 2018 – St Gallen, Szwajcaria – Open Air St Gallen
111. 5 lipca 2018 – Gdynia, Polska – Open'er Festival
112. 7 lipca 2018 – Arras, Francja - Main Square Festival
113. 9 lipca 2018 – Hérouville-Saint-Clair, Francja - Festival Beuregard
114. 12 lipca 2018 – Aix-les-Bains, Francja - Musilac Music Festival
115. 14 lipca 2018 – Madryt, Hiszpania - Mad Cool Festival
116. 17 lipca 2018 – Nyon, Szwajcaria - Paléo Festival
117. 19 lipca 2018 – Carhaix-Plouguer, Francja - Festival des Vieilles Charrues
118. 21 lipca 2018 – Paryż, Francja - Lollapalooza Festival
119. 23 lipca 2018 – Berlin, Niemcy – Waldbühne
120. 25 lipca 2018 – Berlin, Niemcy - Waldbühne

## Muzycy
- Dave Gahan – wokale główne
- Martin Gore – gitara, syntezator, chórki, wokale
- Andrew Fletcher – syntezator
- Peter Gordeno – syntezator, chórki, pianino, gitara basowa
- Christian Eigner – perkusja